# Pahlen, Dithmarschen
Pahlen là một đô thị thuộc huyện Dithmarschen, trong bang Schleswig-Holstein, nước Đức. Đô thị Pahlen, Dithmarschen có diện tích 10,81 km², dân số thời điểm 31 tháng 12 năm 2006 là 1154 người.